# Piper perscabrifolium
Piper perscabrifolium är en pepparväxtart som beskrevs av Truman George Yuncker. Piper perscabrifolium ingår i släktet Piper och familjen pepparväxter. Inga underarter finns listade i Catalogue of Life.